# Château du Saint
Le château du Saint est un édifice situé à Le Saint en France.

## Localisation
Le château est situé sur le territoire de la commune de Le Saint, dans le département du Morbihan en région Bretagne.

## Description
Le château date du XVIIe siècle. Édifice à un étage carré construit en pierre de taille de granite. Toiture à longs pans recouverte d'ardoises ; pignon couvert et découvert, noue. Escalier demi-hors-œuvre : escalier à vis sans jour.

## Historique
Le château est inscrit à l'inventaire général du patrimoine culturelen 1969.